# Антон Янков
Антон Янков е участник в Руско-турската война (1877 – 1878), опълченец в Българското опълчение.

## Биография
Антон Янков е роден в село Слокощица, Кюстендилско. След обявяване на Руско-турската война в 1877 година постъпва в Българското опълчение, I Опълченска дружина, 4-та рота, на 28 април 1877 г. Участва в отбраната на Шипченския проход от 9 до 12 август. От 12 август се води изчезнал безследно, като вероятно е загинал в сражението, но тялото му не е разпознато.